# Dietzenhaus
Das Dietzenhaus ist ein Fachwerkhaus am Marktplatz der oberfränkischen Stadt Weismain, mit der Adresse Am Markt 16a. Es wurde in der zweiten Hälfte des 16. Jahrhunderts errichtet und gilt als das älteste, vollständig erhaltene, repräsentative Bürgerhaus der Stadt. Es wurde im Hausnamen nach der Bürgerfamilie Dietz benannt und gehört heute zum Hotel „Alte Post“. Unter der Nummer D-4-78-176-165 ist das Haus als Baudenkmal durch das Bayerische Landesamt für Denkmalpflege geschützt.

## Geschichte
Das Haus wurde in der zweiten Hälfte des 16. Jahrhunderts errichtet und befand sich im 17. Jahrhundert zeitweise im Besitz der wohlhabenden Bürgerfamilie Handel, an die eine Gedenktafel am Haus erinnert.

## Architektur

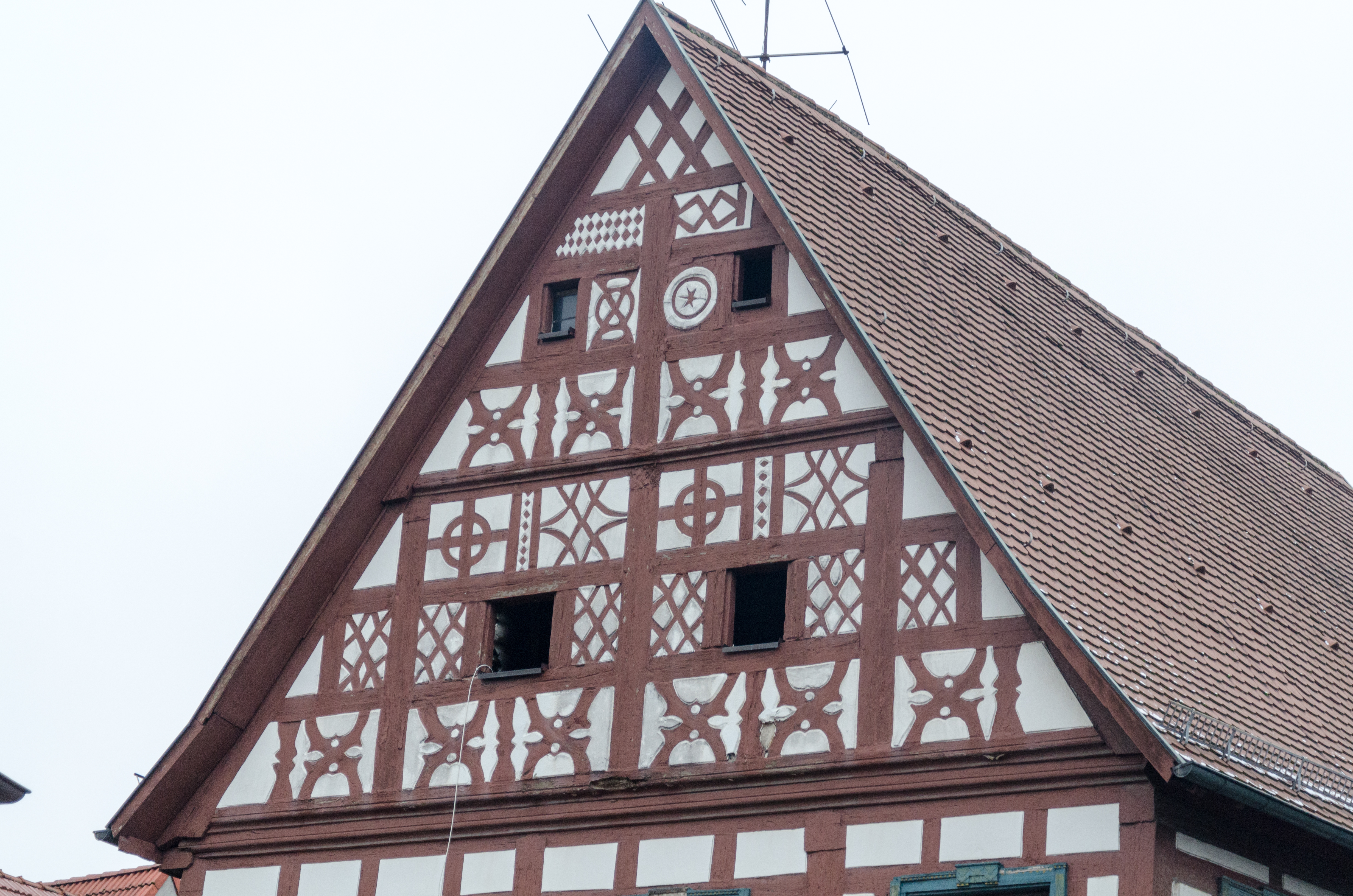
Der Giebel des Dietzenhaus in Nahaufnahme

Das Gebäude steht auf einem massiven Erdgeschoss mit unverputzten Sandsteinquadern. In der Nordwestfassade sind ein kleines Tor und zwei Fenster eingelassen. Über dem Erdgeschoss schließt sich das Fachwerkobergeschoss an, dessen Gefache unterhalb der Fensterbrüstungen mit geschwungenen Andreaskreuzen ausgefüllt sind. Die Fensterrahmen sind in dunklem Grün gehalten und profiliert sowie geohrt. Als besonders aufwändig verziert ist der Giebel gestaltet, der sich über zwei Dachgeschosse erstreckt. Seine einzelnen Gefache sind von neugotischen Fachwerkschmuckformen der Andreaskreuze mit Radformen und überschnittenen Viertelkreisen sowie weiteren, eher ungewöhnlichen Schmuckgefachungen ausgefüllt. Die Ausführung zeugt vom hohen handwerklichen Können der Zimmerleute sowie vom Wohlstand und Anspruch des Bauherren.